# Cessna 560XL Citation Excel
Cessna 560XL Citation Excel/XLS/XLS+ — лёгкий двухмоторный самолёт бизнес-класса.
Разработан компанией «Сессна». Представлял собой развитие серии Citation. Опытный экземпляр совершил первый полёт 29 февраля 1996 года. С 1997 г. начался её серийный выпуск. Отличается от предыдущих моделей  пассажирским салоном «в полный рост».

## Разработка
После успеха Citation VII, разработчики увидели необходимость в самолёте с особенностями Citation X, но ориентированный на покупателя традиционного Citation, который в основном конкурировал с двухмоторными турбовинтовыми самолётами. Вместо того, чтобы взять за основу Citation I, Excel стал комбинацией технологий и проектов. Был взят широкий фюзеляж Citation X, в котором можно поместиться в полный рост, укороченный на 0,7 м, нестреловидное крыло Citation Ultra и хвост Citation V.

## Тактико-технические характеристики
Приведённые ниже характеристики соответствуют модификации Citation XLS+:

### Технические характеристики
- Экипаж: 2 человека
- Пассажировместимость: 7—10 человек
- Длина: 16,0 м
- Размах крыла: 17,17 м
- Высота: 5,23 м
- Площадь крыла: 34,35 м²
- Масса пустого: 5086 кг
- Максимальная взлётная масса: 9163 кг
- Масса полезной нагрузки: 390 кг (с максимальным запасом топлива)
- Двигатели: 2× ТРДД Pratt & Whitney PW545C
- Тяга: 2×18,32 кН

### Габариты кабины
- Длина салона: 5,64 м
- Ширина салона: 1,68 м
- Высота салона: 1,73 м
- Объём багажного отсека: 2,26 м³

### Лётные характеристики
- Крейсерская скорость: 815 км/ч (на высоте 9449 м)
- Практическая дальность: 3889 км
- Практический потолок: 13 716 м
- Длина разбега:  1085 м
- Длина пробега:  969 м